# 페트코 슬라베이코프

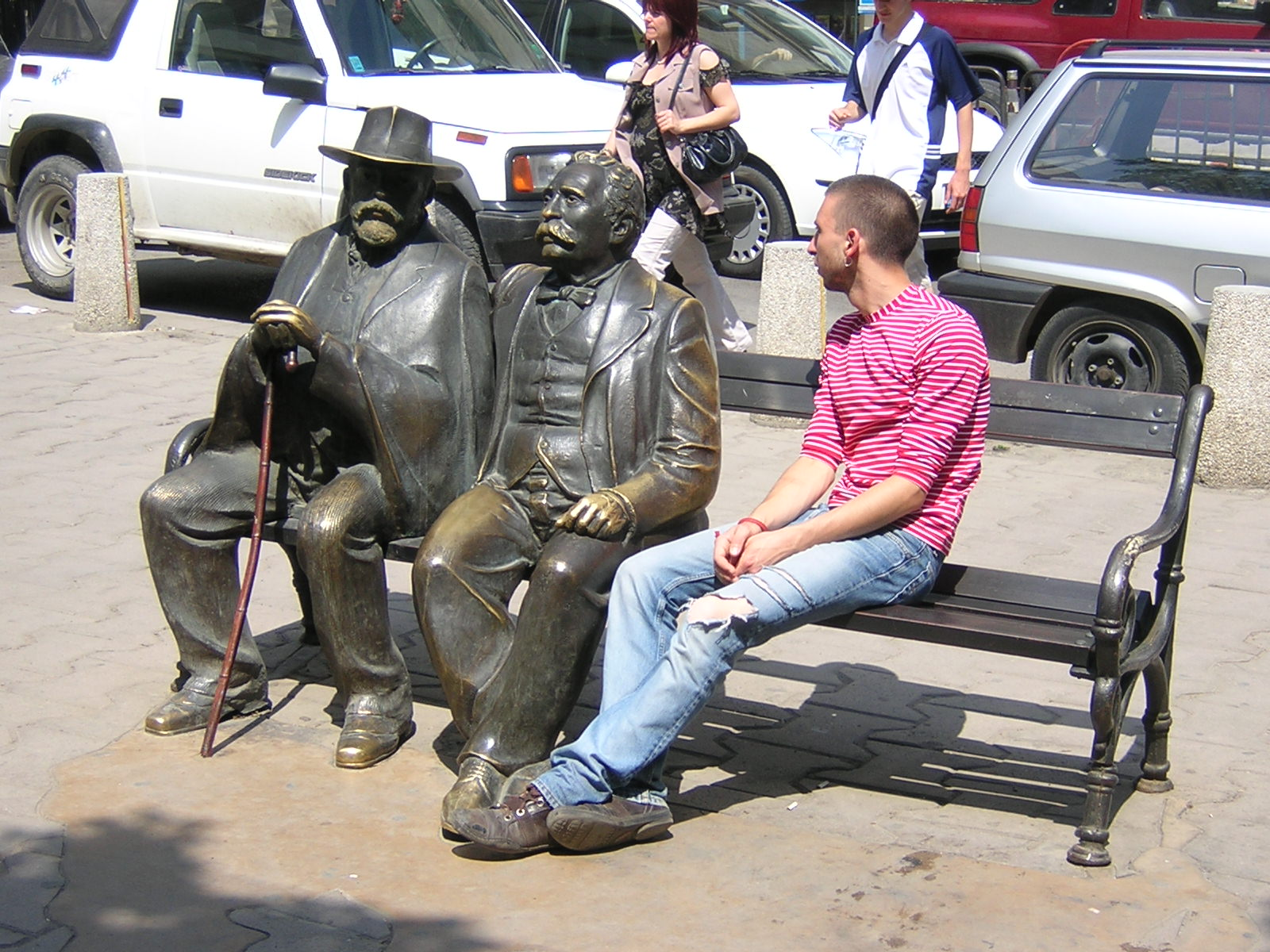
불가리아 소피아의 슬라베이코프 광장에 있는 페트코 슬라베이코프(왼쪽)와 펜초 슬라베이코프(오른쪽) 동상

페트코 라초프 슬라베이코프(불가리아어: Петко Рачов Славейков, 1827년 11월 17일 터르노보(현재의 벨리코터르노보) ~ 1895년 7월 1일 소피아)는 불가리아의 시인, 작가, 민속학자, 정치인이다.

## 생애
1843년부터 교사로 근무했으며 1847년까지 불가리아 각지의 민요, 민담, 속담 등을 수집했다. 1852년에는 시집 《꽃다발》(Смесена китка), 《노래책》(Песнопойка), 《우화집》(Басненик)을 출간했다. 1853년에는 크림 전쟁에서 일어난 혁명적인 사건을 소재로 한 시인 《공격적인 지도자》(Бойка войвода)를 발표했다. 1864년에는 불가리아 동부 방언에 기초하여 번역한 성서를 제작하기도 했다.
이스탄불로 이주한 뒤에는 신문 《가이다》(Гайда, 1863년 ~ 1867년), 《마케도니야》(Македония, 1866년 ~ 1872년), 잡지 《루지차》(Ружица, 1871년), 《프첼리차》(Пчелица, 1871년), 《치탈리슈테》(Читалище, 1872년 ~ 1873년), 《즈번차티 글룸초》(Звънчатий глумчо, 1872년) 등을 출간했다.
1878년에 불가리아가 오스만 제국의 지배로부터 해방된 이후에 불가리아 제헌의회 의원으로 선출되었다. 1880년에는 불가리아 의회 의장을 역임했고 1880년부터 1881년까지 불가리아 내무계몽부 장관을 역임했다. 그의 아들인 펜초 슬라베이코프 또한 작가로 활동했다.